# Karan (Užice)
Pour les articles homonymes, voir Karan.
Karan (en serbe cyrillique : Каран) est un village de Serbie situé sur le territoire de la Ville d'Užice, district de Zlatibor. Au recensement de 2011, il comptait 494 habitants.

## Histoire
Un site remontant au Néolithique a été mis au jour sur le territoire de Karan, sur la rive gauche de la rivière Lužnica ; on y a notamment retrouvé des céramiques caractéristiques de la culture de Vinča-Turdas. L'actuel village se trouve à l'emplacement de la localité romaine de Malvestatium.

## L'église blanche
L'église blanche a été construite à l'emplacement d'un temple du Xe siècle mentionné en 1020 par l'empereur byzantin Basile II. L'édifice actuel a été construit entre 1332 et 1337 ou, selon d'autres sources entre 1340 et 1342, par un župan local appelé Petar et surnommé Brajan ; Brajan voulait en faire l'église funéraire de sa famille. L'intérieur est orné de fresques représentant le župan et sa famille, ainsi que l'empereur serbe Stefan Dušan. En raison de son importance, l'église a été classée sur la liste des monuments culturels de Serbie.

## Démographie

### Évolution historique de la population
| 1948 | 1953 | 1961 | 1971 | 1981 | 1991 | 2002 | 2011 |
| ---- | ---- | ---- | ---- | ---- | ---- | ---- | ---- |
| 950  | 985  | 924  | 817  | 715  | 666  | 582  | 494  |

|  |